# MK-2048
MK-2048 là một chất ức chế integrase thế hệ thứ hai, dự định được sử dụng để chống nhiễm HIV. Nó vượt trội hơn so với chất ức chế integrase có sẵn đầu tiên, raltegravir, ở chỗ nó ức chế enzyme integrin của HIV lâu hơn 4 lần. Nó đang được điều tra để sử dụng như là một phần của điều trị dự phòng trước phơi nhiễm (PrEP).
Nó đang được Merck & Co. phát triển.